# Herb powiatu kędzierzyńsko-kozielskiego

Herb powiatu kędzierzyńsko-kozielskiego w latach 2004-2017)

Herb powiatu kędzierzyńsko-kozielskiego – jeden z symboli powiatu kędzierzyńsko-kozielskiego, ustanowiony w 2004, ze zmianą 26 września 2017.

## Wygląd i symbolika
Herb przedstawia na tarczy dwudzielnej w pas w polu górnym złotym dwie głowy kozłów błękitne, zwrócone w prawo, w polu dolnym błękitnym głowa kozła złota, zwrócona w prawo. 